# 徳之山稲荷神社
徳之山稲荷神社（とくのやまいなりじんじゃ）は、東京都墨田区の神社。

## 概要
創建年代は不明である。ただ祭神の1柱である徳山五兵衛重政は江戸時代前期の人物であるので、それ以降に創建されたものと推測される。徳山家の屋敷内にあった稲荷社を、そのまま「徳之山稲荷神社」とした。後に重政本人も祭神に加わった。
境内には、盗賊団の首領日本左衛門にまつわる遺跡がある。重政の孫の徳山五兵衛秀栄が火付盗賊改方頭に就き、日本左衛門追捕に従事したことによる。

## 交通アクセス
- 両国駅より徒歩8分。